# 载具
載具又稱運輸工具（簡稱運具）或载运工具，（亦常誤稱為交通工具），泛指任何可以用於跨距离承载人或物品的運輸設備。为上述目的以人的意志为驱使的动物和人本身也可以称为载具。本身不产生位移的传送带或非人造的某些水面漂浮物则不能称为“载具”。

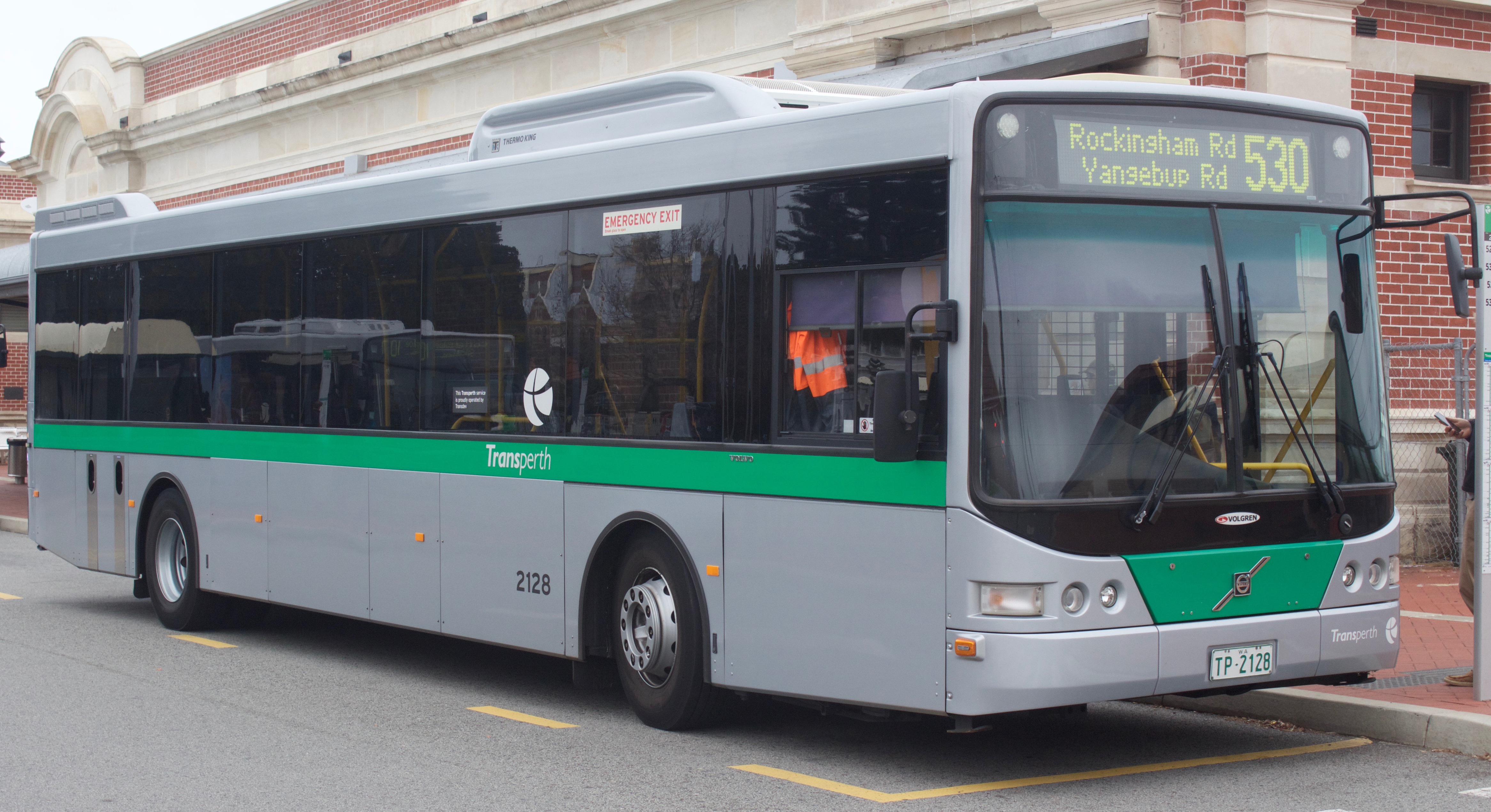
巴士是現代常見的陸上運具

载具包含陸上、水上、水下、空中、太空等分类。在中文中，陆上载具通常称为车辆或车，中国历史上最早的记录出于五千年前的黄帝时期。

## 歷史

### 無動力
早期的车辆、船舶等运输工具自身本不具备任何驱动力，而需靠外挂人力或獸力才能行進（牛、馬、狗等動物和人屬於運輸的動力來源，並不在車自身的範圍內）。
獨木舟与筏是最为古老的水路交通工具。陆路交通工具方面则是车，而组成车最重要部分的輪最早出现于六千年前的美索不达米亚、高加索及中欧等地。“车”的最早文史记录出自于五千年前的中国，為中國历史上传说黄帝时期。黄帝是“轩辕”的发明者，所以黄帝又被称为“轩辕氏”（轩辕在中文里的意思就是“车”）。另有“奚仲造车”之说。秦汉以后，车与服、印、绶取代鼎彝成为个人身份的象征，并遵循等级分明的车驾制度:178。

### 轉捩點
數千年以來，人類都使用無動力的車船等，但人們不斷的提出新的想法、做了許多實驗，讓科技一步一步的改革，並持續的發展。西元1698-1769年出現了初代的蒸汽機，西元1800年初開始使用，如果將蒸汽機用於汽車上只能跑幾十公里。蒸汽機使用了八十多年後，世界上第一輛真正的汽車出現了。而西元1794-1867年的這幾年的發明，也為汽車鋪了長遠的後路。

### 機動
後來，交通工具有了机械動力引擎（內燃機、電動機）的驅動，只需人類的控制即可行進。或是編寫一些程式，使車可自行行進，此即自動駕駛汽車。汽車引擎的動力可取代以前無動力車的人力和獸力，引擎動力比人力和獸力更有效率。速度加快，運輸的時間也跟著減少，現今成為人們主要的載運工具。而現今的無動力車多數用於休閒之活動使用（如牛車、馬車），但如腳踏車這類的人力無動力車，也有不少人當作主要的載運工具（像是近年來，因臺灣環保意織抬頭，也愈來愈多人使用腳踏車通勤，而部分西歐國家也致力推行腳踏車的好處）。1885年，真正的現代汽車誕生的時刻，德國工程師卡爾·賓士在曼海姆製造成一輛裝有0.85馬力汽油機的三輪車，這一輛裝有內燃機的汽車被認為是世界上第一輛真正的汽車（因為它以汽油為動力源，而不是蒸汽機）。

## 種類

### 陆路载具
车辆是所有轮式、履带式和轨道式陆上运输工具的总称，主要分非机动车和机动车（广义上的）大两类。
- 非机动车
  - 人力车
  - 腳踏車
  - 三輪車
  - 畜力车，如马车、牛车、狗拉雪橇等
- 机动车（狭义上的，专指轮式和履带式机动车）
  - 摩托車
  - 汽車
  - 貨車
  - 公共汽車
  - 無軌電車
  - 智軌
  - 拖拉机
- 轨道车辆
  - 有軌電車
  - 輕軌
  - 火車
  - 地鐵（捷運）
  - 高鐵
  - 单轨系统/空鐵
  - 寬體高架電車
  - 磁浮列車
- 空中纜車
- 雪地摩托车

### 水路载具

#### 水面载具
水面载具统称船舶，其中没有发动机的小型无动力船也称为舟。

##### 无动力
- 筏
- 人力载具
  - 獨木舟
  - 皮艇
  - 划艇
  - 舢舨
  - 龙舟
  - 水上自行车
- 风力载具
  - 帆船
  - 帆板
  - 桨帆船

##### 有动力
- 摩托艇
- 水上摩托車
- 快艇
- 喷射快艇
- 风扇艇
- 机帆船
- 游艇
- 轮船
- 軍艦
- 地效飞行器
- 无人水面载具

#### 水下载具
- 潛艇
- 潜水器
- 无人水下载具
- 自主水下载具
- 潜水推进器

#### 两栖载具
- 气垫船
- 两栖车辆
- 两栖坦克
- 水上飞机

### 空中载具
空中载具又称飞行器，可细分为在大气层内使用的航空器和在大气层外使用的航天器两大类。

#### 航空器
- 轻于空气
  - 航空气球
  - 飛艇
- 重于空气
  - 固定翼飛機
    - 滑翔機
    - 滑翔翼
    - 飞机

  - 旋翼机
    - 直升機
    - 自转旋翼机
    - 倾转旋翼机

  - 扑翼机
  - 無人機
  - 飛行艇
  - 飛行汽車

#### 航天器
- 太空船
- 載人飛船
- 运载火箭
- 人造衛星
- 太空梭
- 太空飛機
- 空天飛機

## 圖集

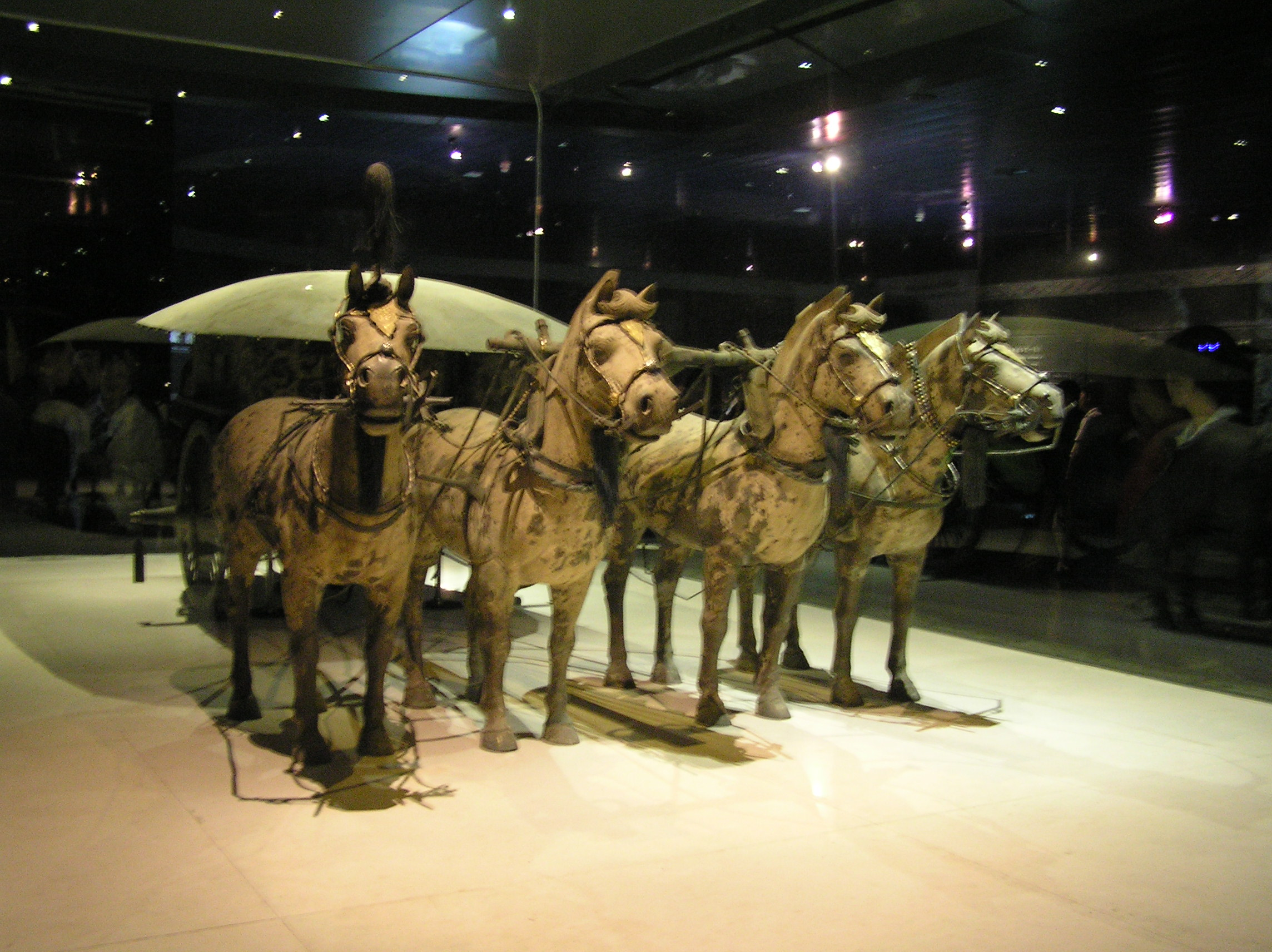
秦朝銅馬車（陪葬品）
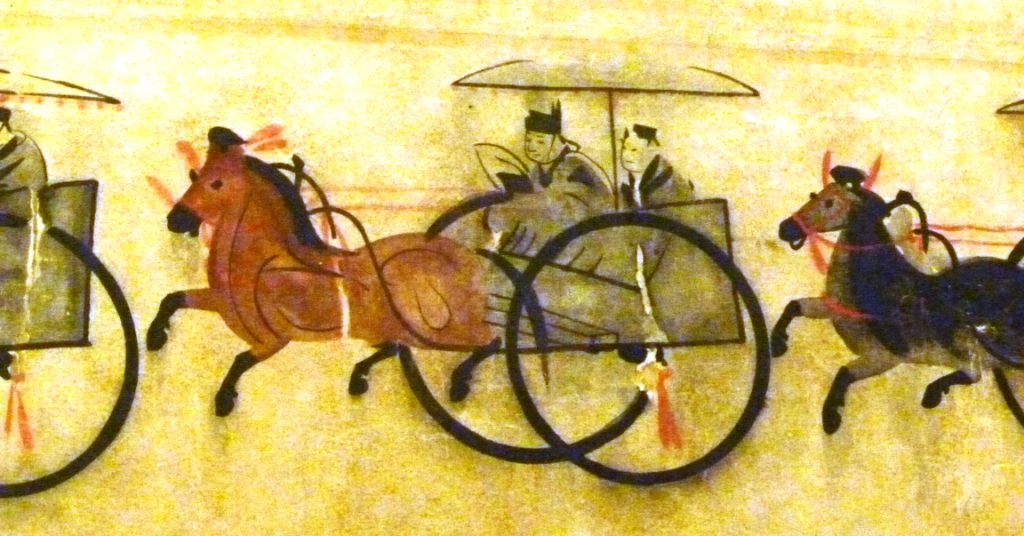
東漢戰車
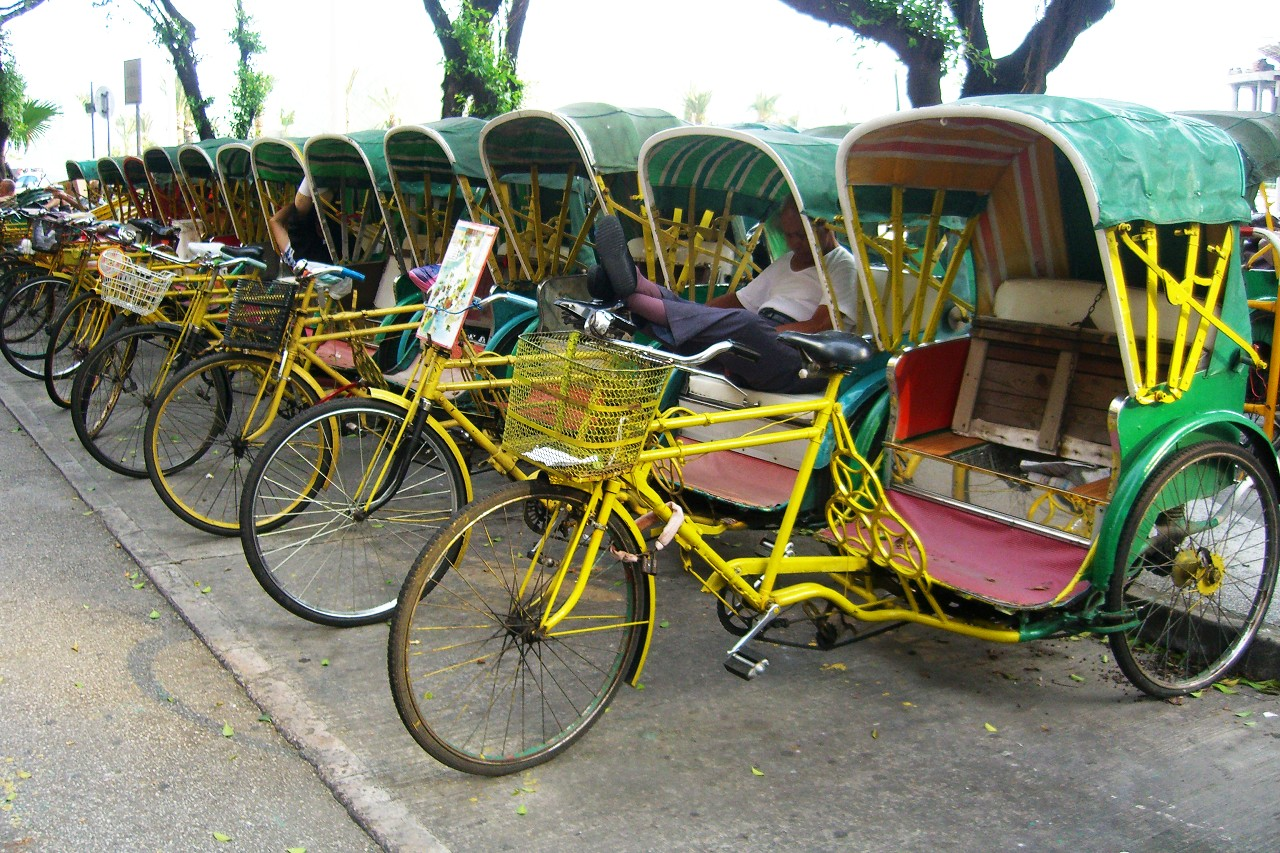
人力車單車
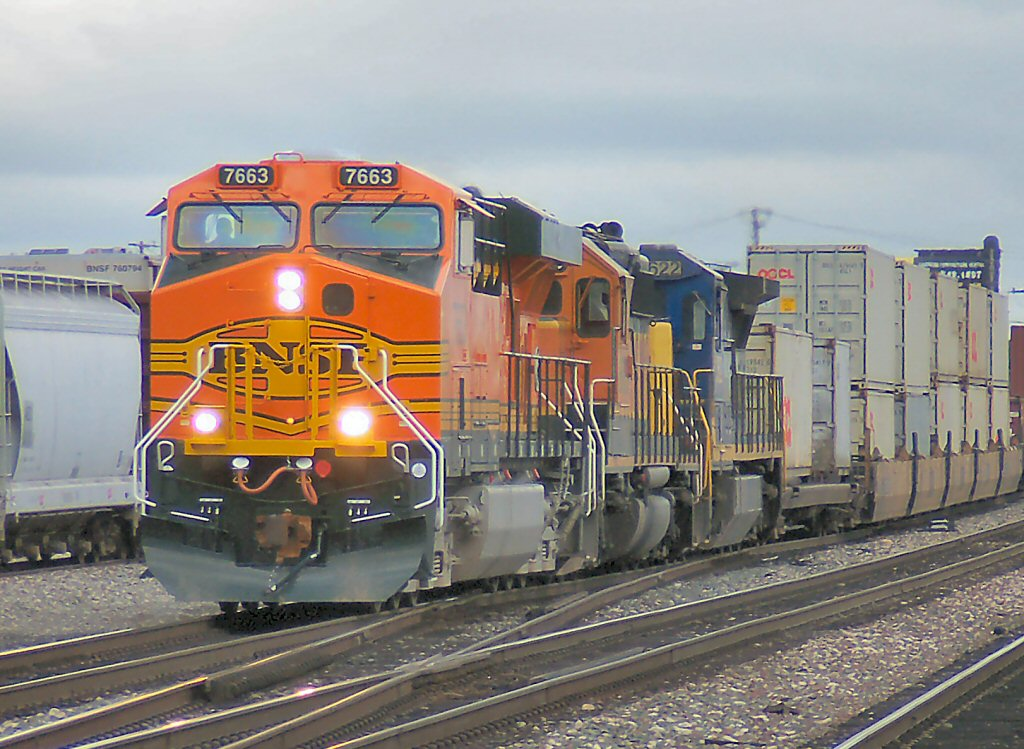
火車
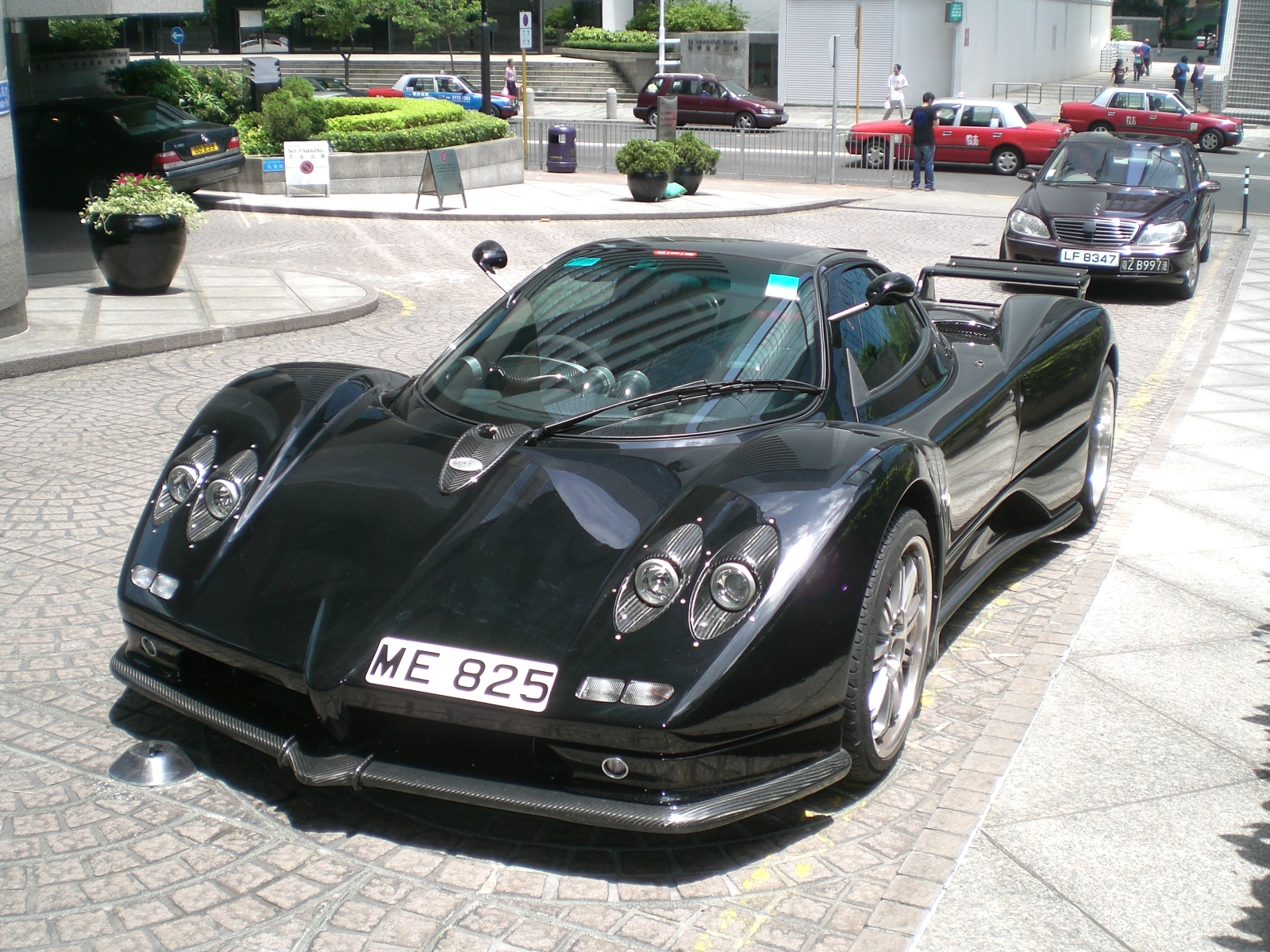
跑車
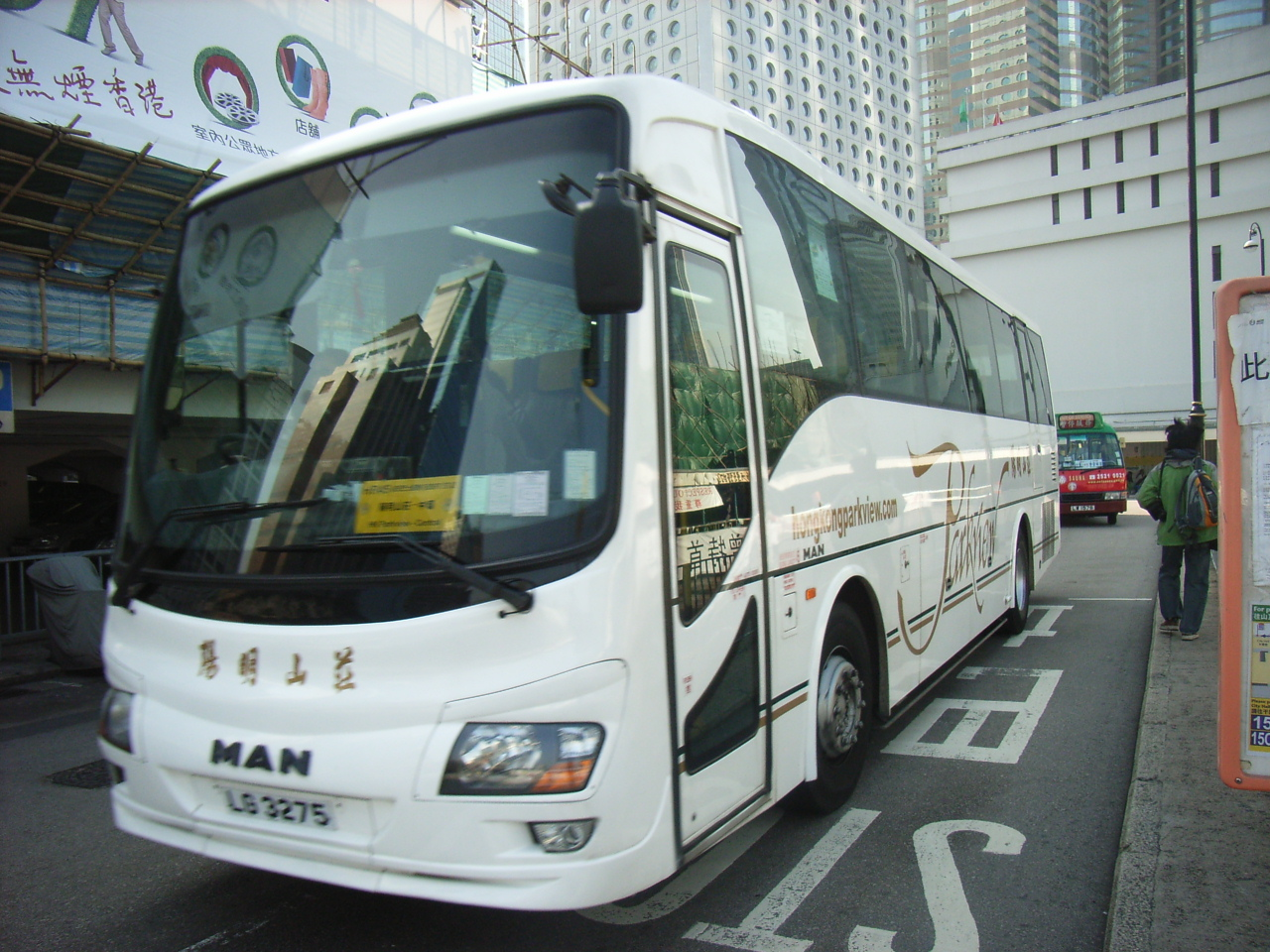
遊覽車
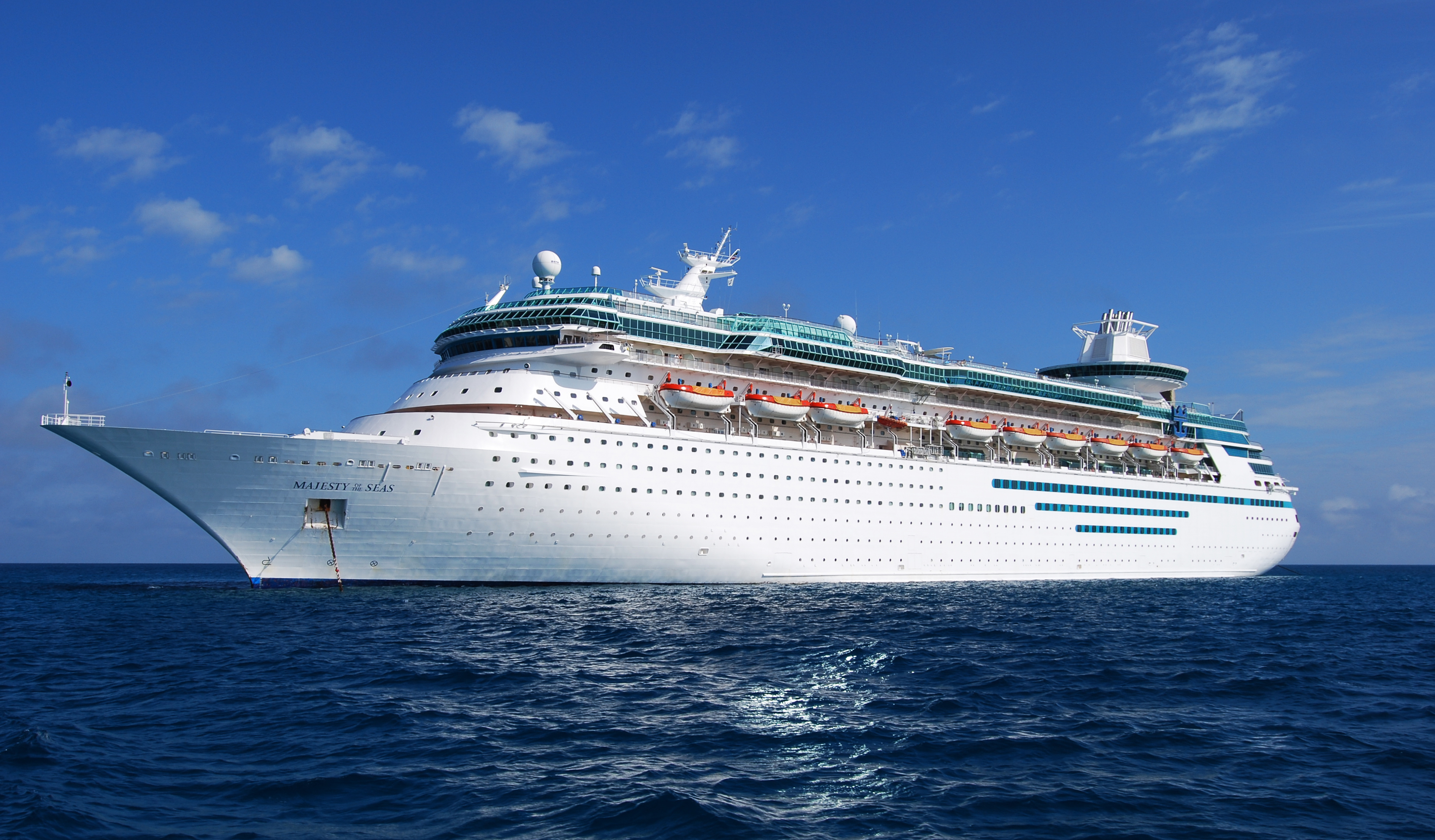
郵輪
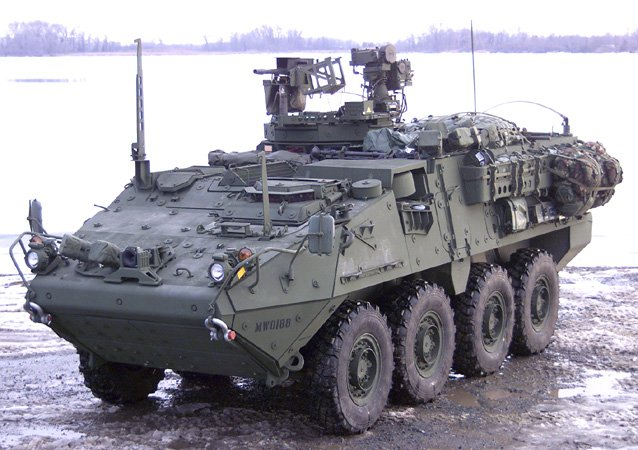
史崔克裝甲車
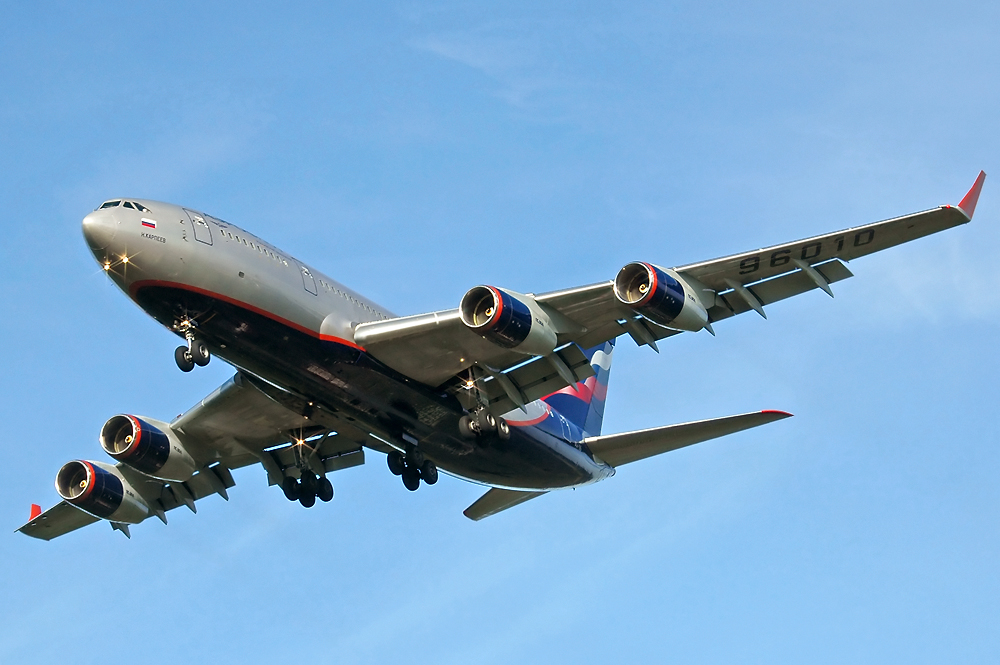
伊留申-96廣體飛機